# Selles (Pas de Calais)
Selles és un municipi francès situat al departament del Pas de Calais i a la regió dels Alts de França. L'any 2007 tenia 320 habitants.

## Demografia

### Població
El 2007 la població de fet de Selles era de 320 persones. Hi havia 108 famílies de les quals 24 eren unipersonals (8 homes vivint sols i 16 dones vivint soles), 28 parelles sense fills, 52 parelles amb fills i 4 famílies monoparentals amb fills.
La població ha evolucionat segons el següent gràfic:
Habitants censats

### Habitatges
El 2007 hi havia 123 habitatges, 113 eren l'habitatge principal de la família, 5 eren segones residències i 5 estaven desocupats. Tots els 123 habitatges eren cases. Dels 113 habitatges principals, 93 estaven ocupats pels seus propietaris, 18 estaven llogats i ocupats pels llogaters i 2 estaven cedits a títol gratuït; 1 tenia dues cambres, 13 en tenien tres, 33 en tenien quatre i 66 en tenien cinc o més. 111 habitatges disposaven pel capbaix d'una plaça de pàrquing. A 47 habitatges hi havia un automòbil i a 60 n'hi havia dos o més.

### Piràmide de població
La piràmide de població per edats i sexe el 2009 era:
| Homes | Edats   | Dones |
| ----- | ------- | ----- |
| 0     | 95 o +  | 0     |
| 4     | 90 a 94 | 0     |
| 4     | 85 a 89 | 8     |
| 4     | 80 a 84 | 4     |
| 4     | 75 a 79 | 4     |
| 12    | 70 a 74 | 4     |
| 0     | 65 a 69 | 16    |
| 16    | 60 a 64 | 12    |
| 4     | 55 a 59 | 12    |
| 4     | 50 a 54 | 4     |
| 16    | 45 a 49 | 8     |
| 4     | 40 a 44 | 8     |
| 8     | 35 a 39 | 4     |
| 8     | 30 a 34 | 0     |
| 8     | 25 a 29 | 8     |
| 12    | 20 a 24 | 0     |
| 4     | 15 a 19 | 4     |
| 4     | 10 a 14 | 4     |
| 4     | 5 a 9   | 0     |
| 4     | 0 a 4   | 4     |

## Economia
El 2007 la població en edat de treballar era de 182 persones, 136 eren actives i 46 eren inactives. De les 136 persones actives 123 estaven ocupades (72 homes i 51 dones) i 13 estaven aturades (5 homes i 8 dones). De les 46 persones inactives 15 estaven jubilades, 12 estaven estudiant i 19 estaven classificades com a «altres inactius».

### Ingressos
El 2009 a Selles hi havia 119 unitats fiscals que integraven 335 persones, la mediana anual d'ingressos fiscals per persona era de 14.994 €.

### Activitats econòmiques
Dels 15 establiments que hi havia el 2007, 3 eren d'empreses alimentàries, 1 d'una empresa de fabricació d'altres productes industrials, 3 d'empreses de construcció, 5 d'empreses de comerç i reparació d'automòbils, 1 d'una empresa d'hostatgeria i restauració i 2 d'empreses de serveis.
Dels 3 establiments de servei als particulars que hi havia el 2009, 1 era un paleta, 1 lampisteria i 1 electricista.
Dels 4 establiments comercials que hi havia el 2009, 2 eren fleques, 1 una botiga de congelats i 1 una sabateria.
L'any 2000 a Selles hi havia 17 explotacions agrícoles que ocupaven un total de 360 hectàrees.

## Equipaments sanitaris i escolars
El 2009 hi havia una escola elemental integrada dins d'un grup escolar amb les comunes properes formant una escola dispersa.

## Poblacions més properes
El següent diagrama mostra les poblacions més properes.